# Университет Париж-III: Нова Сорбона
Университетът Париж-ІІІ: Нова Сорбона (на френски: Université Paris III - Sorbonne Nouvelle) е френски университет, един от наследниците на Парижкия университет.
Основните специалности, които се изучават в университета, са филология, театър, изобразително изкуство, връзки с обществеността, европеистика и др.